# Dekanat Sulechów
Dekanat Sulechów – jeden z 30 dekanatów należący do diecezji zielonogórsko-gorzowskiej, metropolii szczecińsko-kamieńskiej, Kościoła rzymskokatolickiego w Polsce.

## Władze dekanatu
- Dziekan: ks. Andrzej Szkwarek (od 13.10.2016)
- Wicedziekan: ks. kan. dr Józef Tomiak (od 25.11.2021)
- Ojciec duchowny: ks. Stanisław Szura (od 1.08.2019)
- Dekanalny duszpasterz młodzieży i powołań: ks. Łukasz Grzendziecki (od 19.09.2022)

## Parafie
- Bojadła – Parafia pw. św. Teresy od Dzieciątka Jezus

Pyrnik – Kościół filialny pw. Wniebowzięcia Najświętszej Maryi Panny
- Cigacice – Parafia pw. św. Michała Archanioła

- Kargowa – Parafia pw. św. Wojciecha

Kargowa – Kościół filialny pw. św. Maksymiliana M. Kolbe
Karszyn – Kościół filialny pw. św. Jadwigi
Obra Dolna – Kaplica Najświętszej Maryi Panny Królowej Polski
Wielka Wieś – Kaplica w DPS
- Kije – Parafia pw. Najświętszego Serca Pana Jezusa

Kępsko – Kościół filialny pw. Niepokalanego Serca Najświętszej Maryi Panny
Pałck – Kościół filialny pw. Zwiastowania Najświętszej Maryi Panny
- Klenica – Parafia pw. Nawiedzenia Najświętszej Maryi Panny

Dąbrówka – Kaplica św. Jadwigi
Klenica – Kaplica ss. Niepokalanek
- Łęgowo – Parafia pw św. Stanisława Biskupa

Buków – Kościół filialny pw. św. Józefa Oblubieńca
Klępsk – Kościół filialny pw. Nawiedzenia Najświętszej Maryi Panny
- Nietkowice – Parafia pw. Najświętszego Serca Pana Jezusa

Brody – Kościół filialny pw. Niepokalanego Poczęcia Najświętszej Maryi Panny
Pomorsko – Kościół filialny pw. św. Wojciecha
- Nowe Kramsko – Parafia pw. Narodzenia Najświętszej Maryi Panny

Wojnowo – Kościół filialny pw. Matki Bożej Częstochowskiej
Nowe Kramsko – Kaplica Wszystkich Świętych
- Smolno Wielkie – Parafia pw. Chrystusa Króla

Podlegórz – Kościół filialny pw. Podwyższenia Krzyża Świętego
Ostrzyce – Kaplica Matki Bożej Różańcowej
- Sulechów  – Parafia Podwyższenia Krzyża Świętego w Sulechowie

Kalsk – Kościół filialny pw. Matki Bożej Częstochowskiej
Sulechów – Kościół filialny pw. Najświętszego Imienia Maryi (od 1 lutego 2015 kościół parafialny)
Sulechów – Kaplica szpitalna (na oddz. wewnętrznym)
Sulechów – Kaplica szpitalna (na oddz. rehabilitacji)
- Sulechów  – Parafia św. Stanisława Kostki w Sulechowie

Mozów – Kościół filialny pw. św. Józefa
- Trzebiechów – Parafia pw. Wniebowzięcia Najświętszej Maryi Panny

Głuchów – Kościół filialny pw. Narodzenia Najświętszej Maryi Panny
Ledno – Kaplica Matki Bożej Rokitniańskiej
Trzebiechów – Kaplica Matki Bożej Częstochowskiej w Domu Opieki Społecznej